# Altobello Melone
Altobello Melone (asi 1508, Cremona – před 1547) byl italský renesanční malíř.
Jeho styl byl spojením lombardského a manýristického stylu ovlivněný dílem Girolama Romanina. V prosinci 1516 byl pověřen malbou fresek v cremonské katedrále Nanebevzetí Panny Marie. Na tomto díle pracoval do roku 1518. Spolu s ním na freskové výzdobě katedrály spolupracoval Giovanni Francesco Bembo.

## Dílo
- Madona s dítětem a sv. Janem (kolem 1510) – Accademia Carrara, Bergamo
- Uctívání dítěte (kolem 1510) – Kunsthaus, Zürich
- Madona s dítětem  (kolem 1511) – Pinacoteca Ambrosiana, Milán
- Nářek nad mrtvým Kristem (1512) – Pinacoteca di Brera, Milán
- Přeměna – Szépművészeti Múzeum, Budapešť
- Portrét Cesara Borgia – Accademia Carrara, Bergamo
- Objetí milenců – Gemäldegalerie, Drážďany
- Objetí milenců – Szépművészeti Múzeum, Budapešť
- Uctívání dítěte (1512–1514) – Museo Berenziano, Cremona
- Portrét (1512–1515) – Pinacoteca di Brera, Milán
- Nářek nad mrtvým Kristem – Archiepiscopal Picture gallery, Milán
- Kristus nesoucí kříž  (kolem 1515) – National Gallery, Londýn
- Mercy – Pinacoteca Tosio Martinengo, Brescia
- Cesta do Emmaus (kolem 1516–1517) – National Gallery, Londýn
- Fresky v cremonské katedrále (1516–1518)
  - Vraždění neviňátek
  - Poslední večeře
  - Mytí Ježíšových nohou
  - Agónie v zahradě
  - Zajetí Krista
  - Ježíš před Kalifášem
- Uctívání ovčáky (kolem 1518) – Pinacoteca di Brera, Milán
- Vzkříšení (kolem 1517) – soukromá sbírka
- Simonino z Trenta  (kolem 1521) – Castello del Buonconsiglio, Trento
- Madona s dítětem (1520–1522) – Accademia Carrara, Bergamo
- Madona s dítětem, sv. Jana sv. Mikuláš – Civic Museum Wing Ponzone, Cremona